# Zaki Badawi
Mohamed Aboulkhair Zaki Badawi (arabisch محمد أبو الخير زكي بدوي, DMG Muḥammad Abū l-Ḫair Zakī Badawī) KBE (* 14. Januar 1922 in asch-Scharqiyya, Ägypten; † 24. Januar 2006 in London) war ein ägyptischer islamischer Gelehrter, Aktivist und Förderer. Er war Direktor des Muslim College in London, welches er 1986 gegründet hatte. 
Badawi studierte an der al-Azhar-Universität in Kairo Theologie und erlangte 1947 einen Master in arabischer Sprache und Literatur. Er erhielt den König-Faruq-Preis als bester Student und zog 1951 nach England, um Psychologie an der UCL zu studieren. Einen Bachelor Titel erhielt er 1954 und später einen Doktortitel von der London Universität.
Badawi kehrte an die al-Azhar-Universität zurück um moslemisches Gedankentum und wissenschaftliche Forschungsmethoden zu lehren. Er etablierte eine moslemische Hochschule in Malaysia und unterrichtete an der Universität von Malaya in Singapur und in Kuala Lumpur. 1964 wurde er Professor für islamische Ausbildung an der Ahmadu Bello Universität, Nigeria und Professor für islamische Ausbildung und Kunstdekan am Bayero College, Nigeria. 1976 arbeitete er in London für das Hajj Research Centre der King Abdul Aziz Universität in Saudi-Arabien.
1978 wurde Badawi Direktor des Islamic Cultural Centre (ICC) and Chef Imam der London Central Mosque in Regent’s Park. Badawi wurde 1984 zum Vorsitzenden des Imam und Moscheenrates gewählt.
Er trat 1982 dem islamischen Bankensystem in Luxemburg bei und war an der Gründung des IFH beteiligt. 
Im Jahr 1997 hielt er für die islamische Gemeinschaft zusammen mit religiösen Autoritäten anderer Religionen eine Fernsehansprache zum Tod von Prinzessin Diana.
2004 wurde er als Knight Commander des Order of the British Empire ausgezeichnet.